# Pas del Mortirolo
El pas del Mortirolo (1.851 m), també conegut com a pas de la Foppa, és un port de muntanya italià que comunica les zones alpines de l'alta Valtellina i l'alta Val Camonica.
Es tracta d'un recorregut que mai no ha sigut gaire freqüentat, car l'alternativa del port d'Aprica és molt més fàcil i segura per arribar a Bormio i la part alta de Valtellina, venint des de les províncies de Brescia o de Trento.
A finals d'abril del 1945 s'hi desenvoluparen combats entre partisans i tropes alemanyes durant la seva retirada cap a Alemanya.

## Ciclisme
Després de quedar durant molts anys com a carretera secundària de muntanya, la situació es capgirà a partir del 1990, quan fou inclòs en el recorregut del Giro d'Itàlia, a causa dels seus pendents molt accentuats i constants en el seu vessant septentrional. Després de ser asfaltat, la cursa ciclista hi ha passat més vegades. Hi han tingut lloc algunes proeses que han entrat en la llegenda del ciclisme. Una d'elles fou la fuga solitària de l'aleshores emergent ciclista italià Marco Pantani el 1994, que es deslliurà de cotitzats adversaris com Miguel Indurain, Ievgueni Berzin i el seu amic Claudio Chiappucci.
La cara nord, que comença a Mazzo di Valtellina, és considerada avui una de les pujades més dures d'Europa i és meta de molts amants del ciclisme que s'aventuren amb aquesta difícil escalada.
Té una longitud d'uns 12,5 km i un desnivell de 1.300 metres. El pendent mitjà és superior al 10% i en alguns sectors arriba fins al 18%. Només els últims 3-4 quilòmetres presenten uns pendents més suaus. Els millors professionals el recorren en menys de 45 minuts (per exemple, Ivan Gotti utilitzà 43 minuts i 10 segons en el Giro del 1997.)
Al mes de maig del 2006 es posà al quilòmetre 8 de la pujada, a la localitat de Piaz de l'acqua, una escultura, realitzada per Alberto Pasqueal, dedicades a Marco Pantani, representat durant un moment d'esforç, amb les mans sobre el manillar i donant-se la volta per observar els seus adversaris.

### Nou vessant: Tovo di Sant'Agata (2012)
En l'edició del 2012 s'estrenà un nou vessant del pas, encara més dura que l'habitual. Aquesta comença a la localitat de Tovo di Sant'Agata i té unes xifres d'11,1 km al 10,4% amb un descens prop de la part final de gairebé 1 km que baixa el percentatge mitjà. Tanmateix, aquella vegada no es coronà al cim habitual sinó que abans de coronar es prengué la direcció de Mazzo di Valtellina per descendir per l'ascens habitual i prendre la direcció de l'Stelvio.